# Leichtathletik-Europameisterschaften 1962/Kugelstoßen der Männer

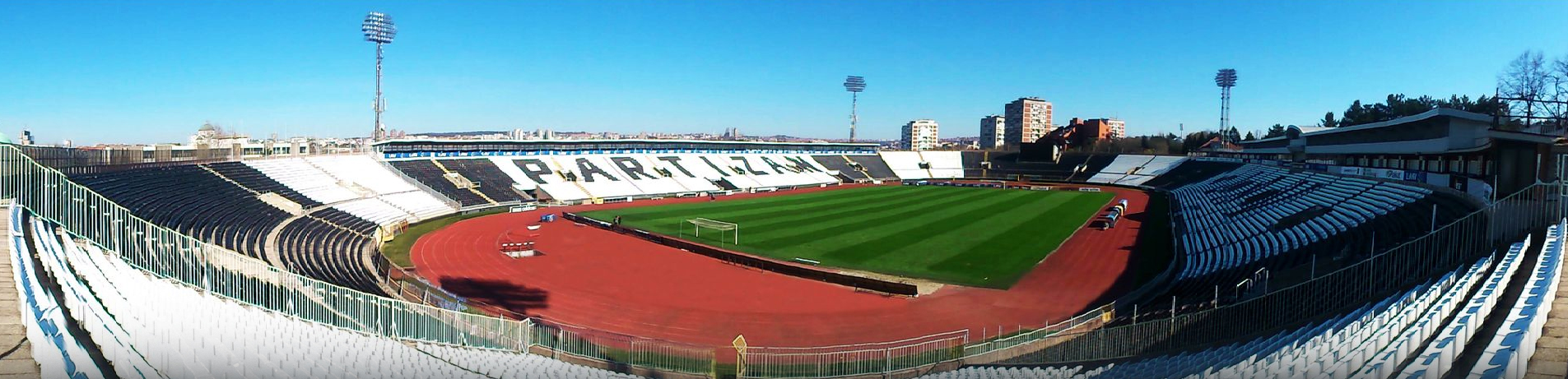
Panoramablick auf das Partizan-Stadion 2014 – 52 Jahre
nach den dortigen Europameisterschaften

Das Kugelstoßen der Männer bei den Leichtathletik-Europameisterschaften 1962 wurde am 14. September 1962 im Belgrader Partizan-Stadion ausgetragen.
Es siegte der Ungar Vilmos Varjú. Wie schon vier Jahre zuvor wurde Wiktor Lipsnis aus der Sowjetunion Vizeeuropameister. Bronze ging an den Polen Alfred Sosgórnik.

## Rekorde

### Bestehende Rekorde
| Weltrekord           | 20,08 m | Dallas Long | Los Angeles, USA          | 18. Mai 1962    |
| Europarekord         | 19,56 m | Arthur Rowe | Mansfield, Großbritannien | 7. Mai 1961     |
| Meisterschaftsrekord | 17,78 m | Arthur Rowe | EM Stockholm, Schweden    | 23. August 1958 |

### Rekordverbesserung
Der EM-Rekord wurde bei diesen Europameisterschaften zweimal verbessert:
- 18,00 m – Wiktor Lipsnis (Sowjetunion), Qualifikation am 14. September
- 19,02 m – Vilmos Varjú (Ungarn), Finale am 14. September

## Qualifikation

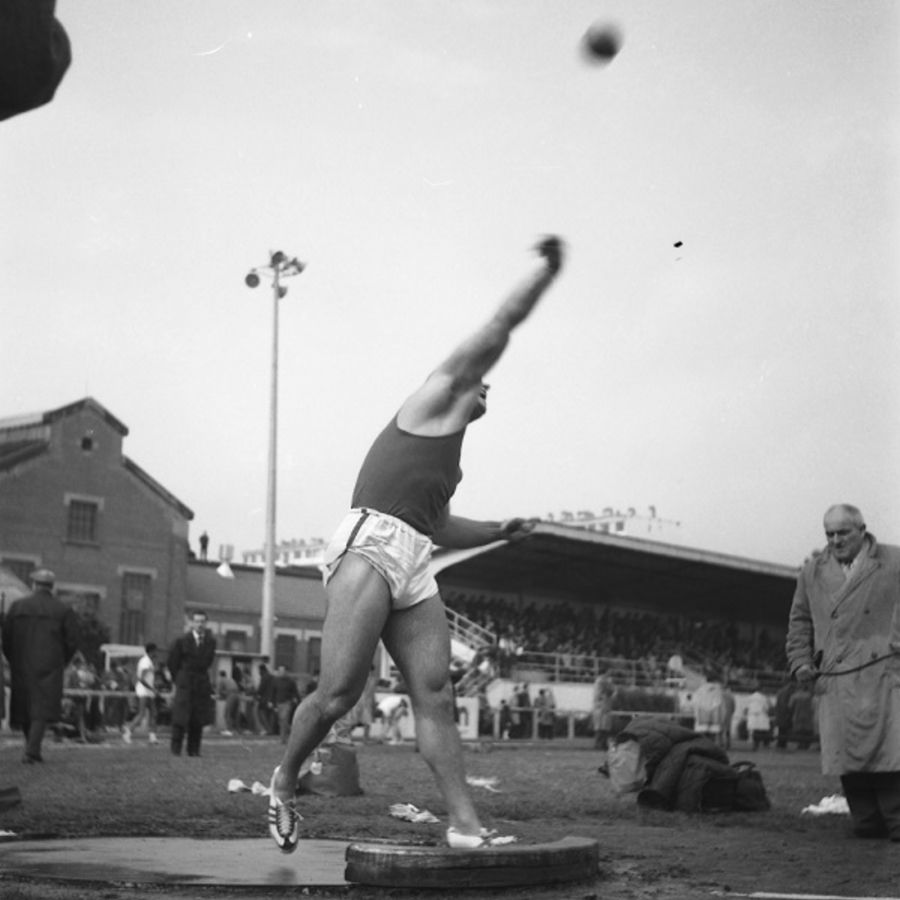
Jean-Claude Ernwein schied mit 16,82 m als Siebzehnter in der Qualifikation aus

14. September 1962, 9.20 Uhr
Die zwanzig Teilnehmer traten am Morgen des 14. September zu einer gemeinsamen Qualifikationsrunde an. Fünfzehn Athleten (hellblau unterlegt) übertrafen die Qualifikationsweite für den direkten Finaleinzug von 17,00 m. Damit war die Mindestanzahl von zwölf Finalteilnehmern erreicht und die qualifizierten Wettbewerber traten am Nachmittag desselben Tages zum Finale an.
| Platz | Name                  | Nation           | Weite (m) |
| ----- | --------------------- | ---------------- | --------- |
| 1     | Wiktor Lipsnis        | Sowjetunion      | 18,00 CR  |
| 2     | Zsigmond Nagy         | Ungarn           | 17,91     |
| 3     | Vilmos Varjú          | Ungarn           | 17,88     |
| 4     | Alfred Sosgórnik      | Polen            | 17,71     |
| 5     | Milija Jocović        | Jugoslawien      | 17,46     |
| 6     | Mike Lindsay          | Großbritannien   | 17,44     |
| 7     | Jiří Skobla           | Tschechoslowakei | 17,31     |
| 8     | Władysław Komar       | Polen            | 17,22     |
| 9     | Eugeniusz Kwiatkowski | Polen            | 17,20     |
| 10    | Dietrich Urbach       | Deutschland      | 17,13     |
| 11    | Boško Tomasović       | Jugoslawien      | 17,12     |
| 12    | Peter Gratz           | Deutschland      | 17,12     |
| 13    | Jarmo Kunnas          | Finnland         | 17,08     |
| 14    | Martyn Lucking        | Großbritannien   | 17,06     |
| 15    | Rudolf Langer         | Deutschland      | 17,05     |
| 16    | Silvano Meconi        | Italien          | 16,93     |
| 17    | Jean-Claude Ernwein   | Frankreich       | 16,82     |
| 18    | Aksel Thorsager       | Dänemark         | 16,22     |
| 19    | Bjørn Bang Andersen   | Norwegen         | 16,12     |
| 20    | André Godard          | Frankreich       | 15,71     |

## Finale

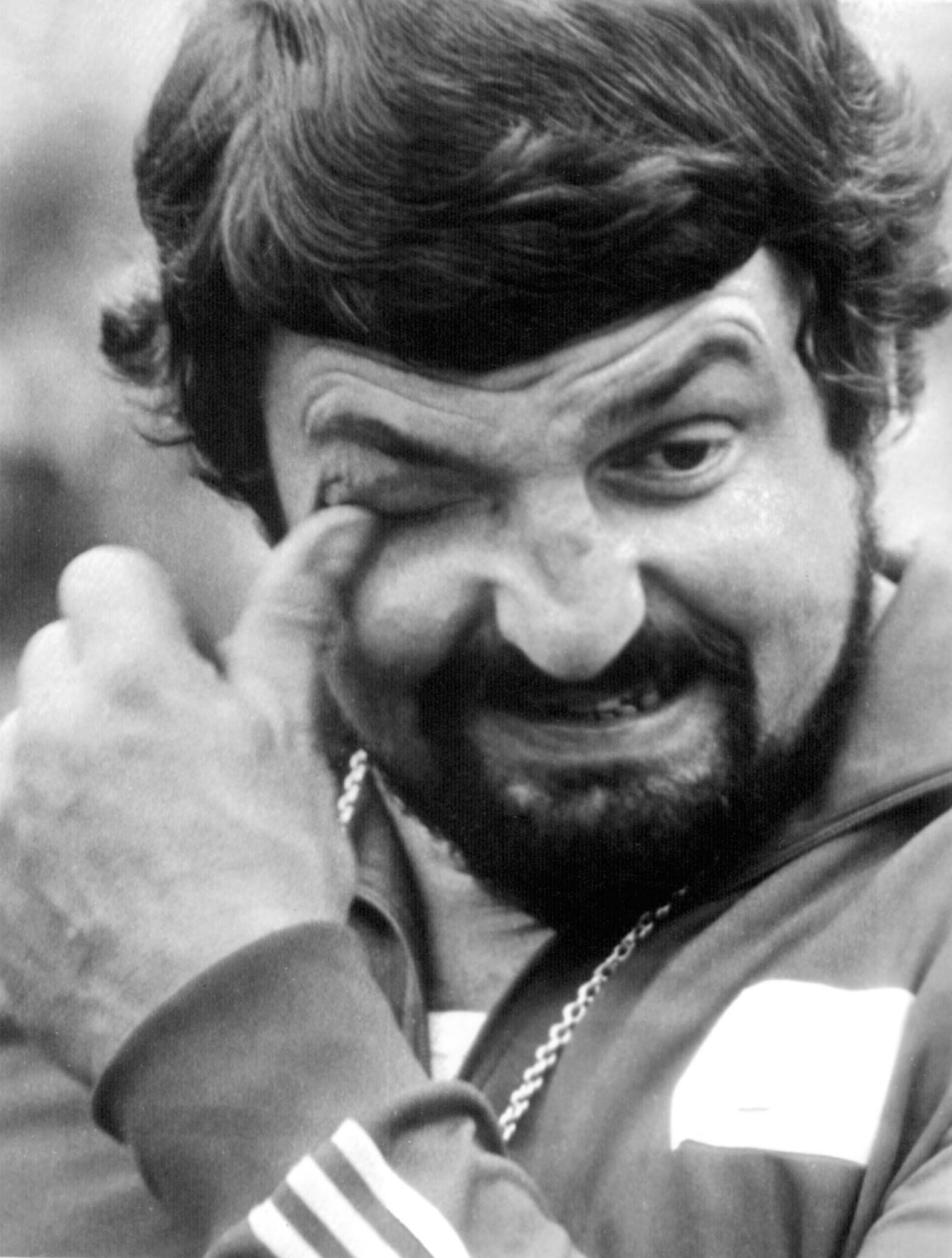
Władysław Komar erreichte Platz vier – 1972 wurde er Olympiasieger

14. September 1962, 16.40 Uhr
| Platz | Name                  | Nation           | Weite (m) |
| ----- | --------------------- | ---------------- | --------- |
| 1     | Vilmos Varjú          | Ungarn           | 19,02 CR  |
| 2     | Wiktor Lipsnis        | Sowjetunion      | 18,38     |
| 3     | Alfred Sosgórnik      | Polen            | 18,28     |
| 4     | Władysław Komar       | Polen            | 18,00     |
| 5     | Zsigmond Nagy         | Ungarn           | 17,97     |
| 6     | Jiří Skobla           | Tschechoslowakei | 17,87     |
| 7     | Dietrich Urbach       | Deutschland      | 17,58     |
| 8     | Milija Jocović        | Jugoslawien      | 17,55     |
| 9     | Martyn Lucking        | Großbritannien   | 17,47     |
| 10    | Mike Lindsay          | Großbritannien   | 17,23     |
| 11    | Peter Gratz           | Deutschland      | 17,09     |
| 12    | Jarmo Kunnas          | Finnland         | 17,06     |
| 13    | Eugeniusz Kwiatkowski | Polen            | 17,05     |
| 14    | Rudolf Langer         | Deutschland      | 16,95     |
| 15    | Boško Tomasović       | Jugoslawien      | 16,95     |

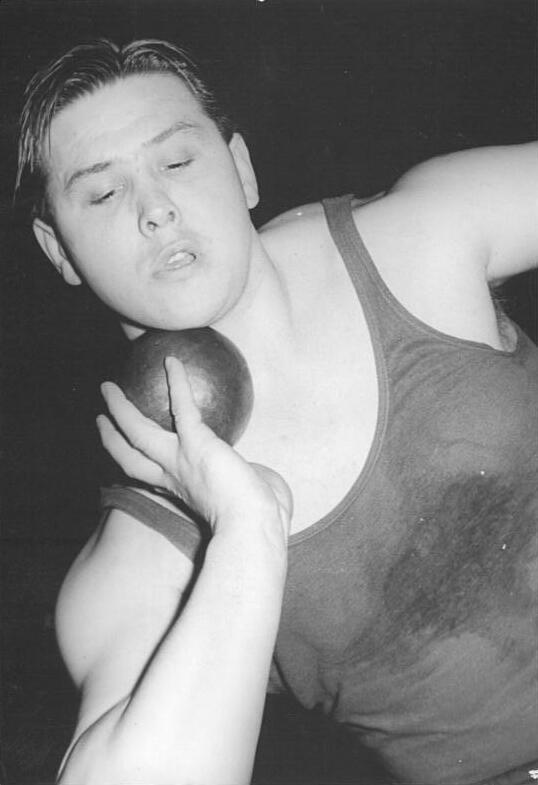
Jiří Skobla, unter anderem Europameister 1954 und Olympiadritter 1956, kam auf den sechsten Platz
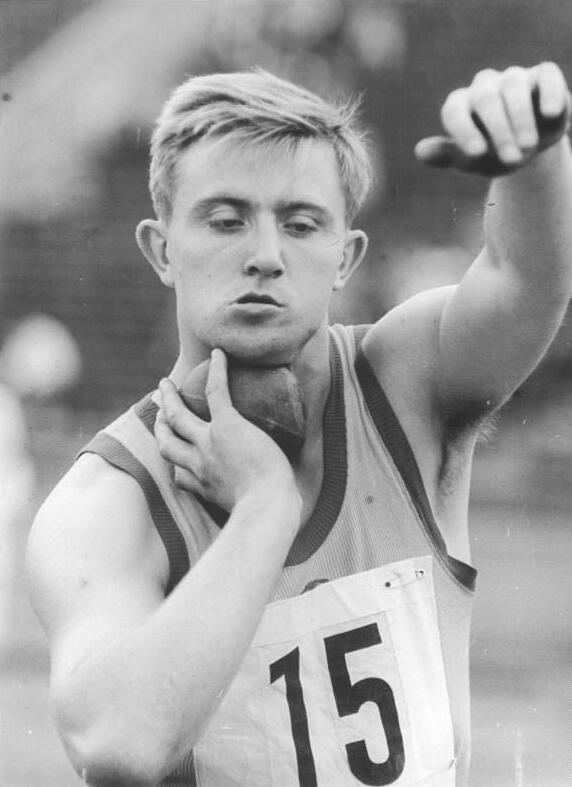
Peter Gratz belegte Rang elf
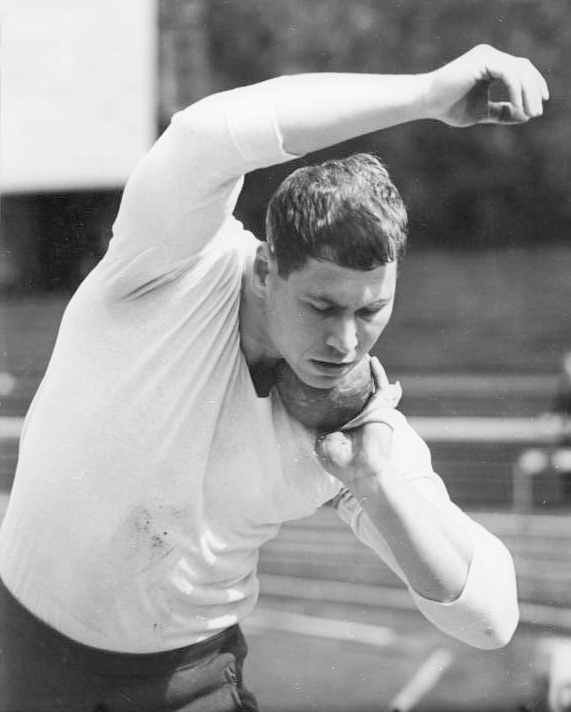
Rudolf Langer wurde Vierzehnter